# Championnats d'Europe de gymnastique acrobatique 2003
Navigation
Édition précédente Édition suivante
Les championnats d'Europe de gymnastique acrobatique 2003, vingt-et-unième édition des championnats d'Europe de gymnastique acrobatique, ont eu lieu en 2003 à Zielona Góra, en Pologne.

## Podiums
| Épreuves                             | Or                                                                         | Argent                                                                              | Bronze                                                                 |
| ------------------------------------ | -------------------------------------------------------------------------- | ----------------------------------------------------------------------------------- | ---------------------------------------------------------------------- |
| Duos                                 |                                                                            |                                                                                     |                                                                        |
| Duo masculin résultats détaillés     | Russie Ervin Mednikov Alexey Moshechiin                                    | Bulgarie Radostin Nikolov Anton Ivanov                                              | Ukraine Nykola Shcherbak Serhiy Popov                                  |
| Duo féminin résultats détaillés      | Russie Julia Lopatkina Anna Mokhova                                        | Royaume-Uni Elizabeth Oliver Christine Leach                                        | Ukraine Khrystyna Sergyeyeva Kateryna Hayevska                         |
| Duo mixte résultats détaillés        | Russie Revaz Gurgenidze Anna Katchlova                                     | Pologne Beata Surmiak Tomasz Kapuscinski                                            | Ukraine Kateryna Pysarenko Oleksiy Sorochan                            |
| Groupes                              |                                                                            |                                                                                     |                                                                        |
| Quatuor masculin résultats détaillés | Russie Ivan Korshunov Ilia Kalinin Alexander Ischenko Alexander Maslenikov | Ukraine Andriy Bondarenko Oleksandr Bondarenko Andriy Perunov Vladyslav Glushchenko | Royaume-Uni Barrie Hindson Scott Patterson Stuart McKenzie David Scott |
| Trio féminin résultats détaillés     | Russie Ekaterina Stroynova Ekaterina Loginova Guzel Khasanova              | Ukraine Larisa Semenyuk Oleksandra Gorkovenko Alla Basyuk                           | Biélorussie Tatiana Motuz Maria Girut Galina Starevich                 |
| Nation résultats détaillés           | Russie                                                                     | Ukraine                                                                             | Portugal                                                               |

## Tableau des médailles
| Rang  | Nation      | Or | Argent | Bronze | Total |
| ----- | ----------- | -- | ------ | ------ | ----- |
| 1     | Russie      | 6  | 0      | 0      | 6     |
| 2     | Ukraine     | 0  | 3      | 3      | 6     |
| 3     | Royaume-Uni | 0  | 1      | 1      | 2     |
| 4     | Pologne     | 0  | 1      | 0      | 1     |
| -     | Bulgarie    | 0  | 1      | 0      | 1     |
| 6     | Biélorussie | 0  | 0      | 1      | 1     |
| -     | Portugal    | 0  | 0      | 1      | 1     |
| Total | Total       | 6  | 6      | 6      | 18    |